# Omicidio di John Lennon
L'omicidio di John Lennon venne commesso la sera di lunedì 8 dicembre 1980, quando il celebre musicista britannico venne colpito da quattro proiettili sparatigli alle spalle da Mark David Chapman, un fan squilibrato, con una pistola calibro .38 nell'ingresso del Dakota Building, sua residenza a New York. Lennon, 40 anni, era appena tornato da una seduta di registrazione al Record Plant Studio insieme alla moglie Yōko Ono, 47 anni.
Gravemente ferito, Lennon venne dichiarato morto all'arrivo al Roosevelt Hospital. I medici dell'ospedale dichiararono che nessuno sarebbe potuto sopravvivere più di cinque minuti dopo aver riportato tali ferite. Poco tempo dopo, delle stazioni radio locali diffusero la notizia della morte dell'ex Beatle e una folla di suoi ammiratori si riunì nei pressi del Roosevelt Hospital e davanti al Dakota. Il corpo di Lennon fu cremato al Ferncliff Cemetery di Hartsdale, due giorni dopo il decesso; le sue ceneri furono consegnate alla moglie, che scelse di non far celebrare nessun funerale. Il primo annuncio televisivo della morte di Lennon venne dato dal telecronista sportivo Howard Cosell, sulla rete ABC durante una partita di football americano trasmessa in diretta su Monday Night Football.
Chapman ammise sempre la propria responsabilità nell'omicidio di Lennon e venne condannato a una pena compresa fra i vent'anni e l'ergastolo; non è mai stato rilasciato, in quanto gli è stata ripetutamente negata la richiesta di libertà vigilata, anche se sono state promosse campagne contro la sua scarcerazione.

## Eventi precedenti alla morte

### 8 dicembre 1980

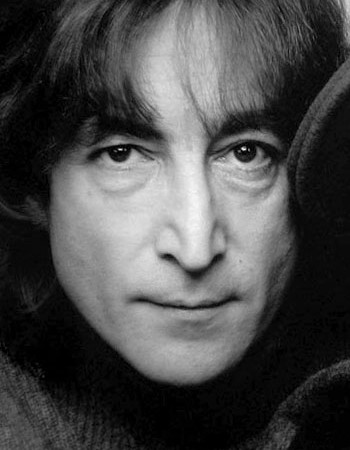
John Lennon nel 1980

La fotografa Annie Leibovitz si recò all'appartamento dei coniugi Lennon per un servizio fotografico commissionato dalla rivista Rolling Stone. La fotografa inizialmente cercò di ottenere una foto del solo Lennon; a tal proposito riferì, parlando di Yōko Ono: «Nessuno la voleva in copertina». Lennon insistette per essere fotografato insieme alla moglie, quindi la Leibovitz scattò le foto, promise ai Lennon che entrambi sarebbero comparsi sulla copertina e poi, alle 15:30, lasciò l'appartamento. Dopo la sessione fotografica, Lennon rilasciò al DJ di San Francisco Dave Sholin quella che sarebbe diventata la sua ultima intervista, per una trasmissione radiofonica da mandare in onda su RKO Radio Network. Alle 17:40 i Lennon, a bordo di una limousine, lasciarono l'appartamento per recarsi ai Record Plant Studios per lavorare al missaggio della canzone Walking on Thin Ice della Ono.

### Mark David Chapman
Quando Lennon e la Ono uscirono dal portone del Dakota per salire sulla limousine, circondati dalla troupe della RKO Radio, furono avvicinati da un gruppo di fan in cerca di autografi. Tra di loro c'era Mark David Chapman. Era pratica abituale per i fan aspettare fuori dal Dakota per incontrare Lennon e chiedergli un autografo. Chapman, 25 anni, originario di Honolulu, di professione guardia di sicurezza, aveva in precedenza viaggiato fino a New York con l'intenzione di uccidere Lennon già in ottobre (prima della pubblicazione di Double Fantasy), ma aveva cambiato idea ed era tornato a casa. In assoluto silenzio, Chapman strinse la mano a Lennon e gli porse una copia di Double Fantasy, che il musicista firmò tranquillamente. Dopo aver autografato l'album, Lennon domandò: «Is this all you want?» ("È questo tutto quello che vuoi?") a Chapman, il quale sorrise timidamente ed annuì. Il fotografo Paul Goresh immortalò la scena scattando una foto di Lennon mentre autografa l'album a Chapman che lo osserva sorridente.
Chapman stava attendendo fuori dal Dakota fin da metà mattina ed aveva anche parlato con Sean Lennon, il figlio di John e Yoko, di 5 anni, che era uscito insieme alla tata, Helen Seaman, mentre i due rincasavano nel pomeriggio. Secondo quanto dichiarato dallo stesso Chapman, egli toccò brevemente la mano del bambino.
I coniugi Lennon trascorsero diverse ore al Record Plant prima di tornare a casa al Dakota, approssimativamente intorno alle 22:50. Lennon aveva deciso di tornare a casa in modo da poter dare la buonanotte al figlio Sean, prima di recarsi a cenare insieme al ristorante "Stage Deli". La limousine che li trasportava si fermò sulla strada davanti all'ingresso al civico 1 di West 72nd Street invece di parcheggiare nel più sicuro cortile interno del Dakota.

## Assassinio
Il custode del Dakota, José Perdomo, e un tassista che si trovava nei paraggi, videro Chapman in piedi nell'ombra accanto al portone d'ingresso. Mentre passava insieme alla moglie, Lennon diede una fugace occhiata a Chapman, dando l'impressione di riconoscerlo da prima. Pochi secondi dopo, non appena Lennon gli diede le spalle, Chapman gli sparò cinque colpi in rapida successione con un revolver Charter Arms .38 Special, da una distanza di circa tre metri. Basandosi sul rapporto fatto quella sera dal detective James Sullivan della NYPD, numerose radio, reti televisive, e giornali riportarono che Chapman, prima di sparare, esclamò «Ehi John!», e poi si accovacciò in posizione di tiro piegando leggermente le ginocchia.
Altre testimonianze non menzionano le parole "Mr. Lennon" o la "posizione di tiro". Chapman stesso disse di non ricordare se avesse chiamato Lennon o meno prima di sparargli, ma confermò di aver assunto la posizione di tiro per non sbagliare la mira, in un'intervista datata 1992 concessa a Barbara Walters. Il primo colpo mancò il bersaglio, sorvolando la testa di Lennon e andando ad infrangere una finestra del Dakota Building. Due proiettili colpirono Lennon sul lato sinistro della schiena ed altri due gli perforarono la spalla sinistra. Uno dei colpi trapassò l'arteria succlavia.
Lennon, sanguinando copiosamente dalle ferite e dalla bocca, salì i cinque scalini che portavano alla guardiola della sicurezza mormorando: «I'm shot, I'm shot» ("Mi hanno sparato, mi hanno sparato"), e poi stramazzò al suolo. Il concierge Jay Hastings, dopo aver constatato la gravità del ferimento di Lennon aprendogli il giubbotto di pelle che indossava, gli coprì il petto con la giacca della sua divisa, gli tolse gli occhiali insanguinati e chiamò la polizia.

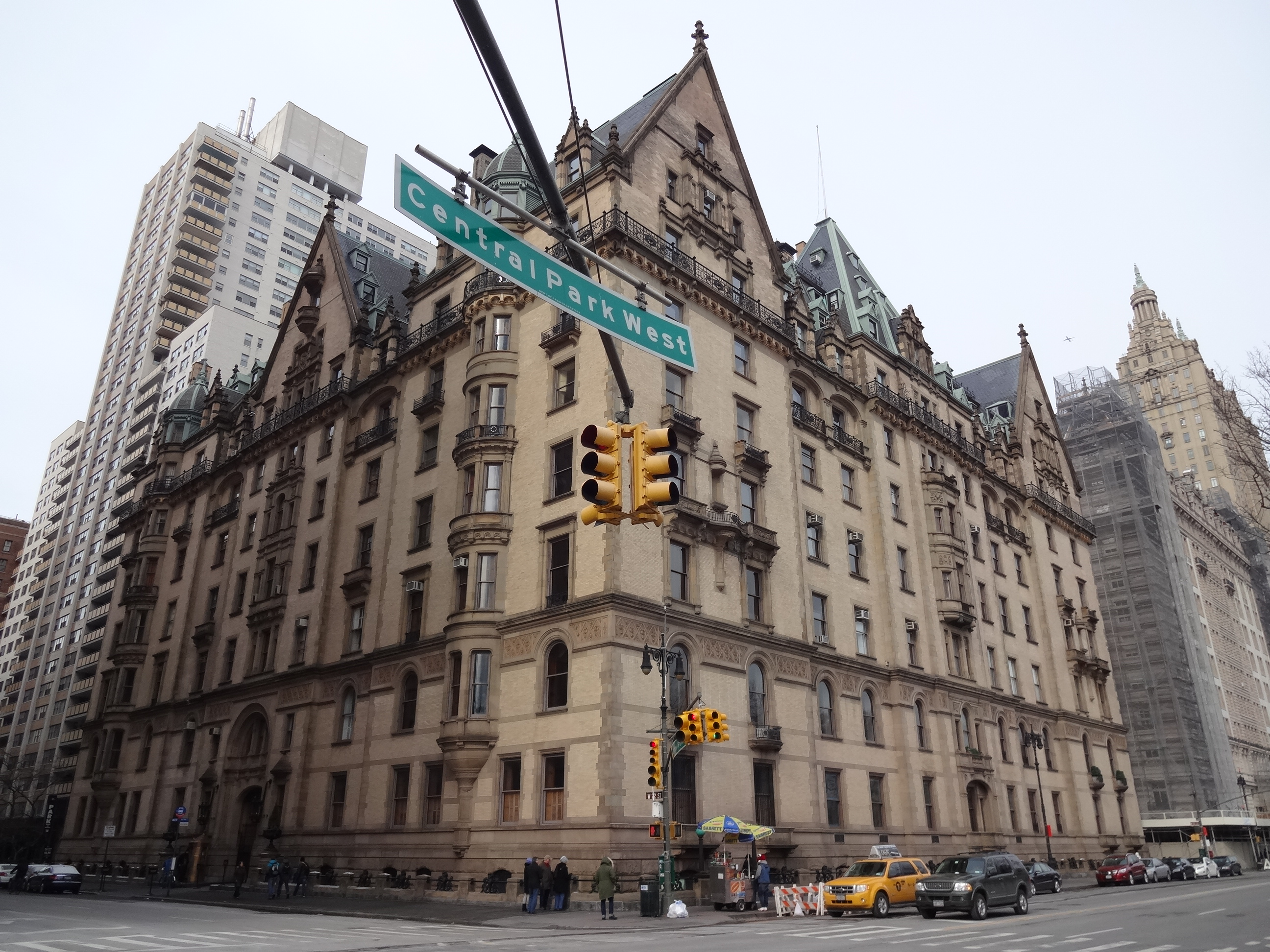
Il Dakota, luogo dell'omicidio

All'esterno, sul marciapiede, Perdomo tolse la pistola dalle mani di Chapman, che era rimasto come paralizzato dopo la sparatoria, e la gettò lontano. Chapman si tolse il cappotto in modo che la polizia al suo arrivo potesse constatare che non aveva altre armi addosso, e si sedette sul bordo del marciapiede ad aspettare. Sotto il cappotto, indossava una t-shirt promozionale dell'album Hermit of Mink Hollow di Todd Rundgren. Perdomo gridò a Chapman: «Do you know what you've just done?» ("Sai che cosa hai appena fatto?"), domanda alla quale egli rispose con assoluta calma: «Yes, I just shot John Lennon» ("Sì, ho appena sparato a John Lennon").
I primi poliziotti ad arrivare sulla scena del crimine furono Steven Spiro e Peter Cullen, che si trovavano tra la 72ª Strada e Broadway quando ricevettero via radio la notizia di una sparatoria occorsa nei pressi del Dakota. Gli agenti arrivarono circa due minuti dopo e trovarono Chapman seduto e "molto calmo" che leggeva un libro, una copia de Il giovane Holden di J. D. Salinger. Gli misero immediatamente le manette ai polsi e lo fecero salire sul retro dell'auto della polizia. Chapman non oppose nessuna resistenza all'arresto.

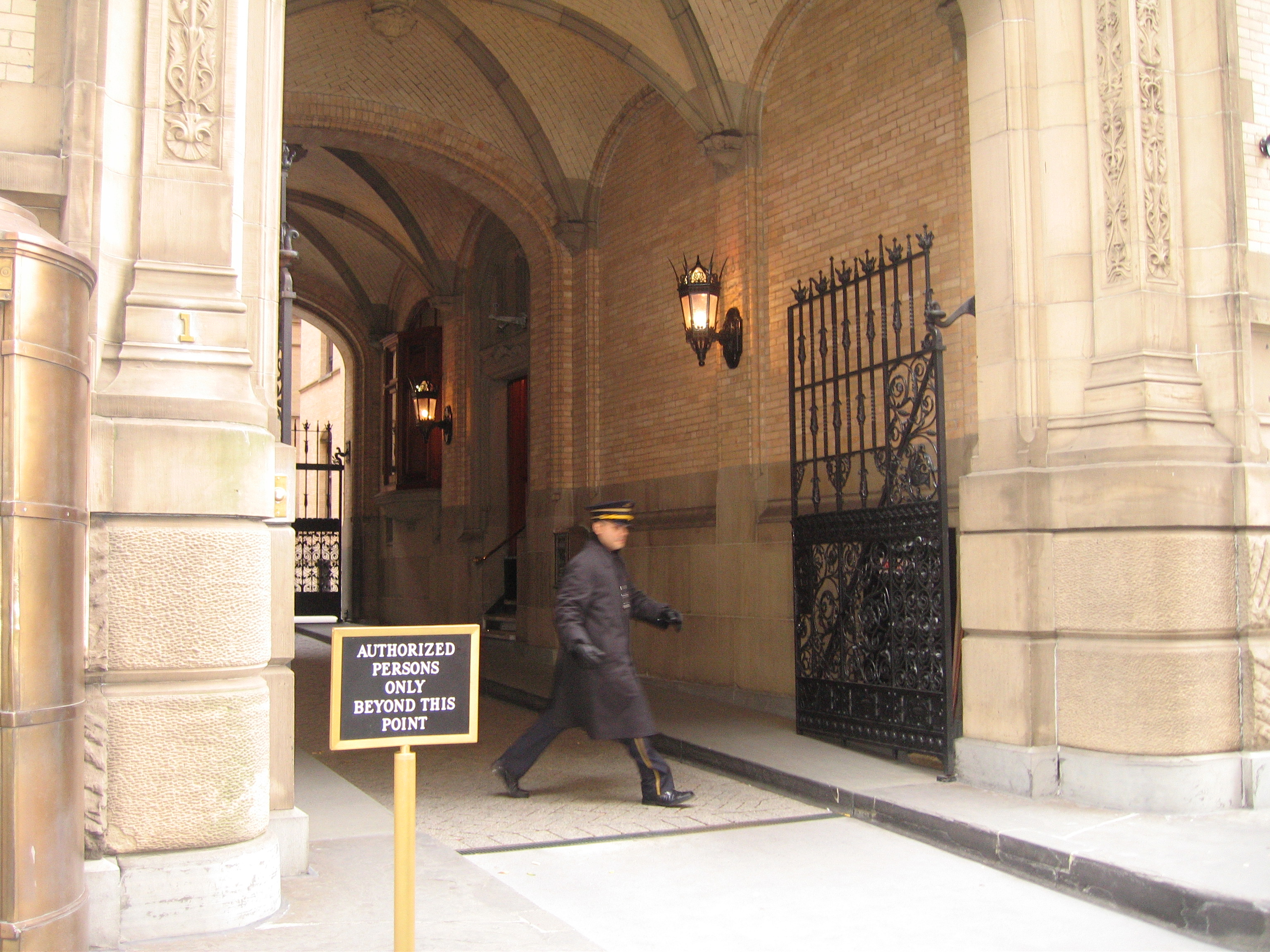
L'entrata del Dakota dove Lennon venne assassinato; sulla destra sono visibili gli scalini saliti dal musicista prima di collassare al suolo

La seconda pattuglia di agenti, costituita da Herb Frauenberger e Tony Palma, arrivò in loco pochi minuti dopo. Trovarono Lennon steso a faccia in giù ai piedi della scalinata della reception. Constatata la situazione critica della vittima, gli agenti decisero di non aspettare l'arrivo di un'ambulanza, caricarono Lennon in auto e lo trasportarono di corsa al St. Luke's-Roosevelt Hospital Center. L'agente James Moran raccontò che posizionarono John Lennon sul sedile posteriore. Moran gli chiese: «Sei tu John Lennon?» e Lennon annuì replicando debolmente: «Sì». Questa testimonianza è tuttavia in contrasto con quella rilasciata da un altro agente di polizia, Bill Gamble, che raccontò di un Lennon incapace di rispondere, che emise solo un sommesso gorgoglio, prima di perdere conoscenza.
Il dottor Stephan Lynn, responsabile del pronto soccorso dell'ospedale, fu richiamato d'urgenza sul posto di lavoro da casa dopo un turno di lavoro di tredici ore e ricevette Lennon nella sala emergenze del Roosevelt Hospital pochi minuti dopo le 23:00, quando gli agenti Frauenberger e Moran, appena arrivati sul posto, richiesero assistenza urgente per una vittima di numerosi colpi di arma da fuoco. All'arrivo Lennon non respirava e non aveva più pulsazioni. Il dottor Lynn, altri due medici, un'infermiera ed altro personale medico cercarono di rianimare Lennon per 10 o 15 minuti ma senza successo. Come ultimo tentativo, Lynn cercò di praticare un massaggio cardiaco a cuore aperto sul paziente per stimolare la circolazione sanguigna, ma presto si accorse che i danni erano troppo estesi ed irreparabili.
John Lennon morì presumibilmente alle 23:07 e venne ufficialmente dichiarato morto alle 23:15. La salma venne trasportata all'obitorio sulla 520 First Avenue dove fu eseguita un'autopsia sul cadavere. La causa di morte riportata sul certificato fu "ipovolemia", causata dalla perdita di più dell'80% del volume sanguigno a seguito dei colpi di arma da fuoco.
Vari testimoni riportarono il fatto che, nel momento in cui Lennon venne dichiarato morto, dagli altoparlanti della radio dell'ospedale veniva trasmessa una canzone dei Beatles, All My Loving.
Quando il dottor Lynn diede la notizia del decesso di Lennon alla Ono, dapprima la donna rispose incredula: «Volete dirmi che sta dormendo, vero?» e poi iniziò a singhiozzare e disse: «Oh no, no, no, no... dimmi che non è vero!» prima di accasciarsi al suolo ed iniziare a sbattere la testa sul pavimento. La Ono si calmò solo quando un'infermiera le consegnò la fede nuziale del marito e venne portata via dal Roosevelt Hospital da David Geffen, presidente della Geffen Records, ancora in stato di shock. Prima di andarsene, la vedova chiese alla direzione dell'ospedale di non diffondere ai media la notizia della morte di Lennon fino a quando non avesse informato lei stessa il figlio Sean, che si trovava a casa, non volendo che esso apprendesse la notizia della morte del padre da un notiziario televisivo.
Il succitato racconto è in contrasto con quanto dichiarato dal dottor David Halleran in un articolo del New York Times del 2005, nel quale egli afferma di essere stato lui a prestare le prime cure mediche a Lennon all'arrivo all'ospedale, e non Lynn. Secondo lui altri due medici lo assistettero durante l'intervento di rianimazione.
Anche il resoconto del particolare di Yoko Ono che sbatte la testa sul pavimento alla notizia della morte di Lennon è stato messo in dubbio da altre due infermiere presenti sulla scena quella notte.

## Annuncio in diretta
La sera dell'8 dicembre 1980, nel corso del programma Monday Night Football, durante una partita di football americano tra Miami Dolphins e New England Patriots, il noto telecronista sportivo Howard Cosell fu il primo a dare la notizia dell'assassinio di John Lennon, in diretta, interrompendo la telecronaca della partita. La notizia era stata data a Cosell e Frank Gifford da Roone Arledge, all'epoca presidente della divisione notizie e sport della ABC, verso la fine del match:
(Howard Cosell)
Le dinamiche dell'omicidio non erano ancora ben chiare al momento dell'annuncio: in realtà Lennon era stato colpito non da due ma da quattro colpi di pistola e non era stato dichiarato morto già all'arrivo.
La ABC era riuscita ad ottenere questo scoop grazie alla fortuita presenza di Alan Weiss, giornalista della ABC, nel pronto soccorso dell'ospedale dove era stato trasportato Lennon quella sera. Weiss infatti aveva subito un incidente motociclistico e attendeva di essere visitato, secondo alcune testimonianze, proprio dal dottor Lynn.

## Conseguenze

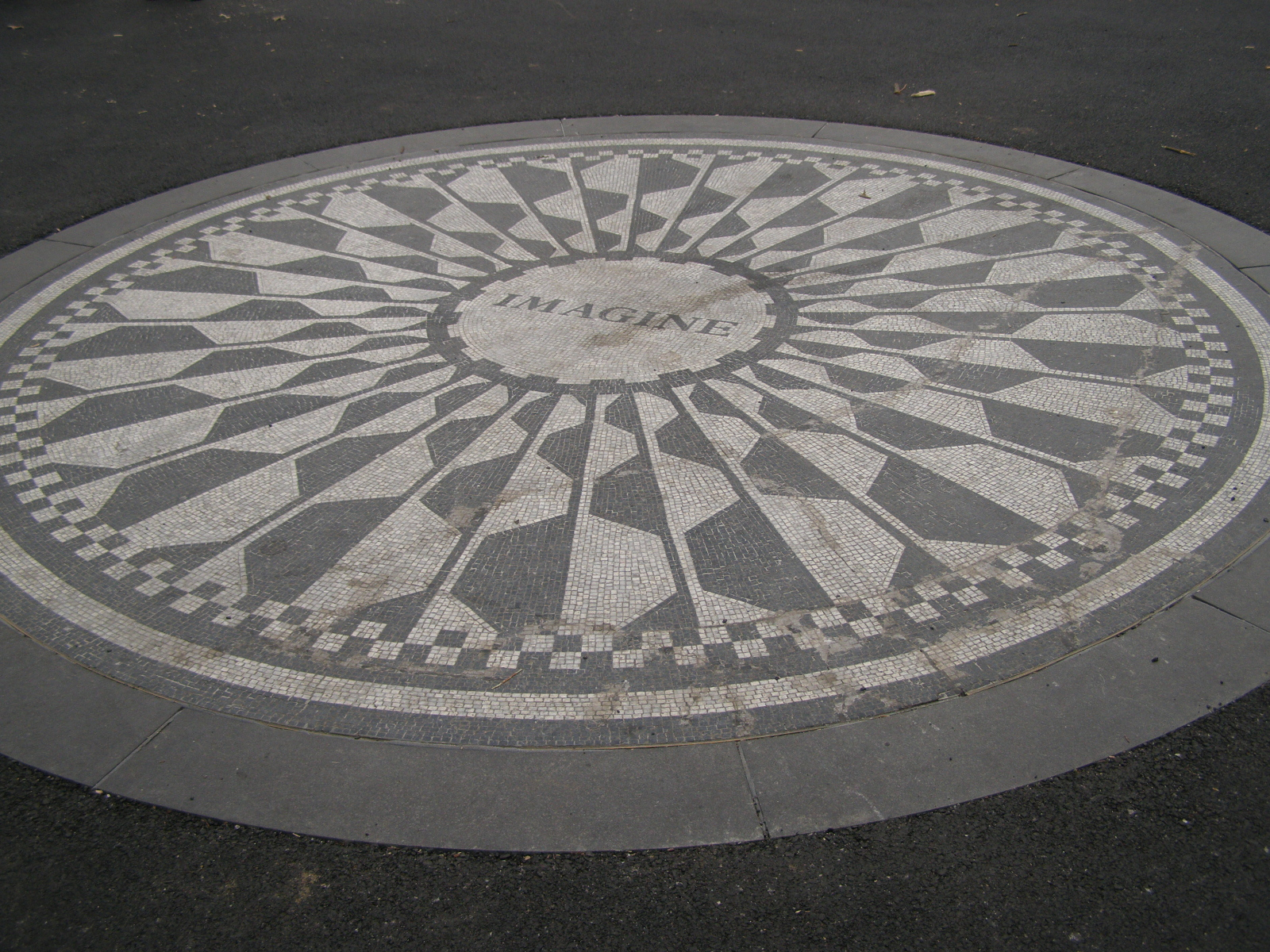
Strawberry Fields Memorial a Central Park, New York City

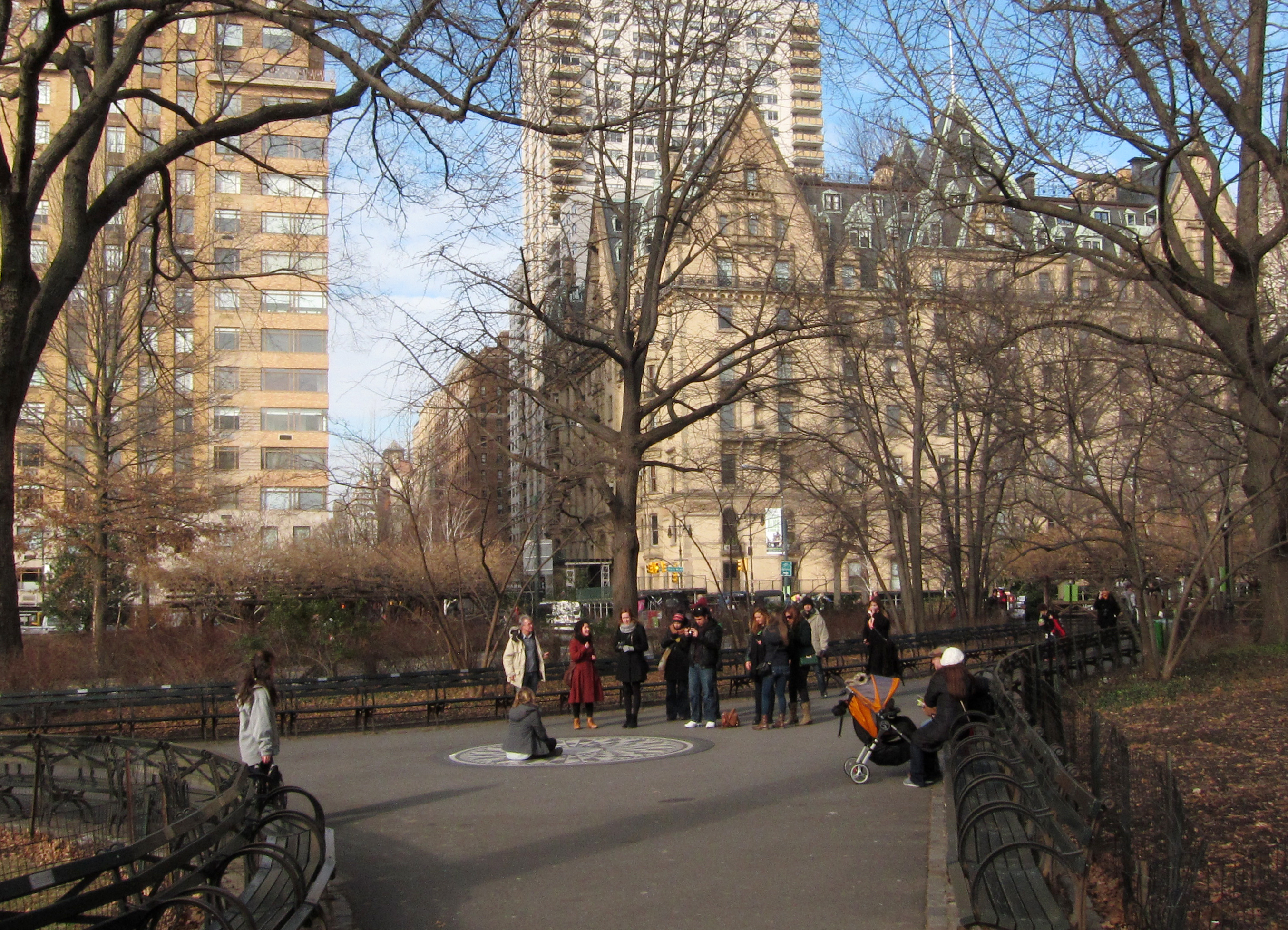
Lo Strawberry Fields Memorial a Central Park con il Dakota sullo sfondo

L'omicidio di Lennon generò un'ondata di sgomento e orrore in tutto il mondo su scala senza precedenti. Le spoglie di Lennon furono cremate al Ferncliff Cemetery di Hartsdale, New York, Contea di Westchester; nessun funerale venne celebrato. Yoko Ono fece sapere alla folla di fan riuniti in veglia funebre all'esterno del Dakota che i loro canti l'avevano tenuta sveglia; chiese che si riunissero a Central Park la domenica seguente per una decina di minuti di preghiera in silenzio.
(Yōko Ono)
Il 14 dicembre 1980, milioni di persone in tutto il mondo risposero all'appello della Ono di fermare ogni attività per 10 minuti di silenzio in onore di Lennon. Trentamila si riunirono a Liverpool, e circa 225.000 persone si recarono a Central Park, vicino al luogo del delitto. In questi dieci minuti, ogni stazione radiofonica di New York sospese le trasmissioni. Almeno tre fan dei Beatles si suicidarono, portando Yoko Ono a fare un pubblico appello chiedendo ai fan di non disperarsi e di non compiere atti estremi per amore di John. Il 18 gennaio 1981, una lettera aperta da parte di Yoko venne pubblicata sul New York Times e sul Washington Post. Intitolata "In Gratitude"; in essa la vedova Lennon esprimeva proprio il ringraziamento personale ai milioni di persone che avevano pianto la perdita di John e chiedevano come commemorare la sua vita ed aiutare lei e Sean.
Nelle ore immediatamente successive all'omicidio, un giornalista chiese a Paul McCartney di commentare la morte di Lennon e McCartney rispose: «Drag, isn't it?» («È una scocciatura, non è vero?»). Questa risposta apparentemente sprezzante venne molto criticata; McCartney in seguito diede la propria spiegazione in un'intervista a Playboy: «Fui costretto a passare una giornata stressante in perenne stato di shock e risposi "è una scocciatura". Intendevo dire "è un male" nel senso più forte del termine, volevo dire "è una tragedia". Ma, sai, quando vedi il video, dico: "si, è una scocciatura". È un fatto». All'inizio della stessa giornata, McCartney aveva dichiarato a dei giornalisti che lo avevano raggiunto a casa sua nel Sussex: «John sarà ricordato per il suo contributo unico all'arte, alla musica ed alla pace nel mondo».
Ringo Starr e la fidanzata Barbara Bach, in vacanza alle Bahamas, furono raggiunti dalla triste notizia e partirono subito per New York per andare a confortare Yoko Ono. Il quarto ex Beatle, George Harrison, cadde in uno stato di profondo shock e, temendo per la propria incolumità, si circondò di guardie del corpo. Harrison rilasciò la seguente dichiarazione: «Dopo tutto quello che abbiamo passato insieme, ho avuto ed ho ancora grande amore e rispetto per John Lennon. Sono scioccato e stordito».

Mark David Chapman fu accusato di omicidio di secondo grado (secondo la legge statunitense), venne condannato ad una pena da un minimo di 20 anni al massimo dell'ergastolo. Il termine minimo della pena è scaduto nel 2000 e da allora Chapman si è visto rifiutare la richiesta di scarcerazione sulla parola per ben dodici volte. Dopo 30 anni trascorsi nel carcere di Attica, nel 2012 è stato trasferito in quello di Wende, sempre nello Stato di New York. Nel corso degli anni ha concesso varie interviste dal carcere, tra cui una al talk show di Larry King, dove ha spiegato le motivazioni del suo gesto e le dinamiche dell'omicidio: 
(Mark David Chapman)
Dopo il tragico evento, Double Fantasy balzò al primo posto in classifica, sia negli Stati Uniti sia nel Regno Unito, e gran parte dei dischi precedenti tornarono in auge. Tra la fine del 1980 e i primi mesi del 1981, Lennon fu infatti presente nelle classifiche con i singoli (Just Like) Starting Over, Give Peace a Chance, Happy Xmas (War Is Over), Imagine, Woman e Watching the Wheels, e con gli album Double Fantasy, Imagine, Walls and Bridges, Rock 'n' Roll e Shaved Fish.
Nel 1985, la città di New York dedicò a John Lennon una zona di Central Park direttamente davanti al Dakota, dove egli era solito passeggiare, intitolandola Strawberry Fields Memorial. Come simbolica dimostrazione di unità tra i popoli, varie nazioni del mondo donarono degli alberi: la città italiana di Napoli donò il mosaico centrale con la scritta Imagine. Non è raro che ancora oggi degli ammiratori di Lennon si rechino in questa zona per portare candele oppure omaggi floreali.

## Influenza culturale

### Cinema
Nel corso degli anni sono usciti vari film che hanno raccontato l'omicidio di John Lennon. Questi includono:
- The Killing of John Lennon, regia di Andrew Piddington (2007).[58]
- Chapter 27, regia di J. P. Schaefer con Jared Leto nella parte di Mark David Chapman (2008).[59]
- The Day John Lennon Died, documentario del 2010.
- The Lennon Report, film del 2016 incentrato sui tentativi fatti dai medici per salvare Lennon.[60]

### Musica
- David Bowie, che aveva conosciuto John Lennon negli anni settanta (Lennon compose insieme a lui la canzone Fame, successo da primo posto in classifica negli Stati Uniti per Bowie nel 1975), eseguì Imagine durante l'ultima tappa del suo Serious Moonlight Tour all'arena Hong Kong Coliseum, l'8 dicembre 1983, terzo anniversario della morte di Lennon. Bowie disse al pubblico che l'ultima volta nella quale aveva visto Lennon era stata proprio a Hong Kong.[61]
- L'album Season of Glass di Yoko Ono, prodotto da Phil Spector e pubblicato nel 1981, sei mesi dopo la morte del marito John Lennon, fece scalpore a causa della copertina del disco, che ritrae gli occhiali insanguinati di Lennon da lui indossati la sera del suo assassinio. Inoltre, nello stesso album è presente il brano No, No, No che inizia con il suono di quattro spari seguiti dalle urla della Ono.
- Bob Dylan inserì la canzone Roll On John, suo personale ricordo di John Lennon, nell'album Tempest del 2012.[62]
- David Gilmour dei Pink Floyd scrisse e registrò il brano Murder in risposta all'assassinio di Lennon; la canzone venne pubblicata nel suo album solista About Face del 1984.
- George Harrison incise, insieme a Ringo Starr e Paul McCartney, All Those Years Ago (1981), canzone tributo all'ex compagno nei Beatles.
- Elton John pubblicò la canzone Empty Garden (Hey Hey Johnny) in omaggio all'amico scomparso. Il brano apparve nell'album Jump Up! del 1982, e raggiunse la 13ª posizione nella classifica dei singoli negli Stati Uniti.[63] Quando Elton eseguì la canzone al Madison Square Garden nell'agosto 1982, venne raggiunto sul palco da Yoko Ono e Sean Lennon.[64]
- Paul McCartney compose ed incise il brano Here Today, suo personale omaggio all'amico scomparso. Il pezzo è incluso nell'album Tug of War (1982).
- I Queen, durante il loro The Game Tour, eseguirono una cover di Imagine a seguito della notizia della morte di Lennon. Inoltre, pubblicarono il brano Life Is Real (song for Lennon), dedicato a Lennon, sull'album Hot Space del 1982.
- I Roxy Music aggiunsero alla scaletta dei loro concerti una reinterpretazione di Jealous Guy, brano di John Lennon tratto dall'album Imagine del 1971, mentre erano in tournée in Germania, versione poi incisa e pubblicata su singolo nel marzo 1981. Il 45 giri risultò essere l'unico numero 1 in classifica in Gran Bretagna per la band di Bryan Ferry.
- Nel 1981 Lennon fu ricordato dai Pooh, che gli dedicarono la canzone Chi fermerà la musica.
- L'omaggio di Paul Simon a John Lennon, la canzone The Late Great Johnny Ace, inizialmente parla del cantante rhythm & blues Johnny Ace, suicidatosi nel 1954, per poi passare a fare riferimento a Lennon, e al Presidente John F. Kennedy assassinato nel 1963, anno dell'inizio della "Beatlemania". Simon presentò la canzone dal vivo durante il concerto della reunion di Simon & Garfunkel svoltosi a Central Park nel 1981; e verso la fine del brano, un fan salì sul palco, e disse a Simon: «I have to talk to you» ("devo parlarti"), prima di essere bloccato dalla sicurezza. La scena è visibile nel DVD del concerto. The Late Great Johnny Ace venne inclusa nell'album Hearts and Bones di Paul Simon (1983).
- I Cranberries inserirono il brano I Just Shot John Lennon nell'album To the Faithful Departed del 1996. Il pezzo rievoca i momenti immediatamente successivi all'assassinio di Lennon.
- Nel 1982 la Rhino Records pubblicò una compilation di canzoni ispirate ai Beatles, intitolata Beatlesongs!, la cui copertina raffigurava una caricatura di Mark David Chapman mescolato ad altri fan del gruppo, opera dell'illustratore William Stout. In seguito la Rhino ritirò il disco e lo ristampò con una copertina differente.[65]
- Il gruppo di musica elettronica Mindless Self Indulgence ha dedicato una canzone all'assassino di Lennon. Il brano, chiamato appunto Mark David Chapman, è l'ultima traccia del loro quinto album, If.
- Il gruppo degli Eighteen Visions nel 2000 ha pubblicato un brano intitolato Who the f*ck killed John Lennon? sul loro album Until The Ink Runs Out.
- La band di skinhead rock Discipline ha pubblicato un pezzo con riferimento all'omicidio di Lennon nel loro album del 1998, Bulldog Style. Il brano è The Last of the Hippies, che inizia con un passaggio tratto da Let it Be (passaggio interrotto da 4 colpi di pistola), nella quale viene cantata la frase: «Oh yeah, and by the way - I shot Lennon!»
- La canzone L'ultimo autografo (John Lennon, 08/12/1980), pubblicata nel 2011 dal cantautore Giacomo Mariani (testo e musica di Giacomo Mariani e Mauro Labellarte), risulta ad oggi l'unico brano musicale italiano a trarre ispirazione dall'omicidio di Lennon e dalla foto di Paul Goresh che lo ritrae mentre firma la copertina del disco Double Fantasy a Chapman, all'uscita del Dakota Building[66].

### Letteratura
- Fenton Bresler, Who Killed John Lennon?, St. Martin's Press, 1990, ISBN 0-312-92367-8.
- Jack Jones, Let Me Take You Down: Inside the Mind of Mark David Chapman, Virgin, 1992, ISBN 0-86369-689-9.
- Michelangelo Iossa, Gli ultimi giorni di John Lennon, Infinito Edizioni, 2005, ISBN 9-7888896-02058.
- L'assassinio di Lennon è stato fonte di ispirazione per lo scrittore Joe Santangelo per il romanzo di fiction-thriller Shoot Me! Le Verità dell'Omicidio Lennon (2010).
- Robert Rosen, Nowhere Man: Gli ultimi giorni di John Lennon, Coniglio Editore, 2011, ISBN 88-6063-285-4.
- Giacomo Bolzoni, John Lennon. Uccidere il mito, RCS MediaGroup S.p.A., 2021, ISBN 9-771828-552415.
- James Patterson, Gli ultimi giorni di John Lennon, Casa Editrice Longanesi, 2021, ISBN 9-7888304-57324.